# 拉比特哈什 (肯塔基州)
拉比特哈什（英語：Rabbit Hash）是位於美國肯塔基州布恩縣的一個人口普查指定地區。

## 人口
根據2020年美國人口普查的數據，拉比特哈什的面積為17.96平方千米，當中陸地面積為13.21平方千米，而水域面積為4.75平方千米。當地共有人口9952人，而人口密度為每平方千米554.12人。